# Nokia 5.3
Il Nokia 5.3 è uno smartphone del 2020 a marchio Nokia sviluppato da HMD Global, successore dei Nokia 5.1 e 5.1 Plus.

## Caratteristiche tecniche

### Hardware
Il Nokia 5.3 è uno smartphone con form factor di tipo slate, le cui dimensioni sono di 164.3 x 76.6 x 8.5 millimetri e pesa 185 grammi.
Il dispositivo è dotato di connettività GSM, HSPA, LTE, di Wi-Fi 802.11 b/g/n/ac con supporto a hotspot e Wi-Fi Direct, di Bluetooth 4.2 con A2DP, aptX ed LE, di GPS con A-GPS, BDS e GLONASS, di NFC e di radio FM. Ha una porta microUSB 2.0 OTG di tipo USB-C 1.0 ed un ingresso per jack audio da 3.5 mm.
Il Nokia 5.3 è dotato di schermo touchscreen capacitivo da 6,55 pollici di diagonale, di tipo IPS LCD con aspect ratio 20:9 e risoluzione HD+ 720 x 1600 pixel (densità di 268 pixel per pollice). Lo schermo è protetto da un Gorilla Glass 3. Il frame laterale e il retro sono in plastica.
La batteria ai polimeri di litio da 4000 mAh non è removibile dall'utente. Supporta la ricarica a 10 W.
Il chipset è un Snapdragon 665. La memoria interna di tipo eMMC 5.1 è di 64 GB, espandibile con microSD, mentre la RAM è di 3/4/6 GB.
La fotocamera posteriore ha quattro sensori, uno da 13 MP con f/1.8, uno da 5 MP grandangolare, uno da 2 MP macro e uno da 2 MP di profondità, è dotata di autofocus PDAF, HDR e flash LED, con registrazione video 4K a 30 fps, mentre la fotocamera anteriore, posizionata nel notch "a goccia" superiore, è da 8 megapixel con f/2.0, con registrazione video Full HD a 30 fps.

### Software
Il sistema operativo è Android, in versione Android 10, con Android One.

## Commercializzazione
Il dispositivo è stato rilasciato ad aprile 2020, ed è presente sia in versione "mono" che dual SIM.
AndroidWorld l'ha valutato 7.4/10, inserendo tra i "pro" l'autonomia della batteria, la presenza sia dei due slot SIM che di quello per la microSD, la presenza del LED di notifica laterale e la presenza di 2 anni di aggiornamenti garantiti, mentre tra i "contro" le prestazioni "non brillantissime", la concorrenza migliore nel reparto fotografico, la costruzione in plastica "leggera" e l'impossibilità di riconfigurare il tasto per l'Assistente Google. TechRadar l'ha valutato 3 stelle e mezza su 5, apprezzando soprattutto l'assenza di bloatware preinstallati, la fotocamera e il costo, mentre ha criticato il display, le prestazioni "nella media" e l'assenza di impermeabilità. PCMag ha assegnato 4 stelle su 5 al dispositivo, mentre Expert Reviews l'ha definito ad agosto 2020 il "miglior smartphone per 150 sterline".